# محمد بن إبراهيم المراكشي
محمد بن إبراهيم بن السراج المراكشي  (1315 هـ - 1375 هـ / 1897م - 1955م)، المعروف بشاعر الحمراء (والحمراء تطلق على مدينة مراكش)، هو شاعر مغربي، يقال له ابن إبراهيم. له ديوان شعري باسم ديوان شاعر الحمراء محمد بن إبراهيم المراكشي.

## نشأته
ولد محمد بن إبراهيم في بيت متواضع في مراكش وتوفي فيها. وكان أبوه سراجاً، أصله من هوارة، إحدى قبائل سوس. وبعد دراسته في القرآن، التحق بجامع ابن يوسف، ثم بكلية القرويين. فاق أقرانه في اللغة والنحو والبلاغة والعروض، والقراءات والفقه. وكان أبوه يريده أن يكون من رجال الدين، ولكنه كان يميل إلى الأدب والشعر العربي.
اطلع على دواوين العصر العباسي، فأخذ يقول الشعر وهو في سن الخامسة عشرة، وكان مكثراً من نظم اللزوميات على طريقة المعرّي. برز في كل فنون الشعر وخصوصاً في المديح والهجاء، كان يحب الدَّعة والتنعم بالملذَّات.
مدح بعضاً من أعيان أيامه وجاهرهم، وفي سنة 1935م حجَّ إلى بيت الله الحرام، وألقى قصيدةً في مكة أمام عبد العزيز بن سعود فخلع عليه، وأثابه ثواباً جزيلاً. وفي طريق العودة زار مصر ورجال الأدب والفنّ بها، وألقى محاضرة عن ابن عباس ويوسف بن تاشفين، وعاب على أحمد شوقي ما جاء في روايته التمثيلية «أميرة الأندلس» عن يوسف بن تاشفين، وألقى قصيدة منها:
وفي المغرب شارك مع الوطنيين فَسُجنَ.

## وفاته
توفي شاعر الحمراء بسكتة قلبية وعمره 58 خريفاً.

## إنتاجاته
له ديوان روض الزيتون، وهو اسمٌ للحي الذي كان يسكنه، فجُمعَ الديوان بعد اندثاره في شاعر الحمراء في الغربال، والمطعم البلدي، والله في البؤساء. وله قصائد كثيرة في مدح الباشا التهامي الكلاوي، والتي تضمنها ديوانه روض الزيتون الذي جمع وطبع بأمر من الملك الحسن الثاني.

## الجمعية الخيرية
هذه أبيات من قصيدة الجمعية الخيرية:

## وصلات خارجية
- محمد بن إبراهيم المراكشي على موقع أرشيف الشارخ.
- صفحة الشاعر في معجم البابطين لشعراء العربية في القرنيين التاسع عشر والعشرين
- قصيدة لمحمد بن إبراهيم في مدح أحمد بن البشير الهسكوري
- (بالفرنسية) شاعر في الرجال (المقال الثاني)، مقال عن محمد بن إبراهيم